# Alexandra Dánská
Alexandra Carolina Marie Charlotte Louise Julia, zvaná Alix (1. prosince 1844, Kodaň – 20. listopadu 1925, Norfolk), rodem dánská princezna, sňatkem britská princezna a později královna, manželka krále Eduarda VII.
Alexandřina rodina byla poměrně neznámá až do roku 1852, kdy byl její otec, princ Kristián Šlesvicko-Holštýnsko-Sonderbursko-Glücksburský, se souhlasem hlavních evropských mocností zvolen za dánského krále po svém bratranci z druhého kolena Frederikovi VII. V šestnácti letech byla Alexandra vybrána jako budoucí manželka Alberta Eduarda, prince z Walesu, syna a následníka trůnu královny Viktorie. Pár se vzal o osmnáct měsíců později v roce 1863, v roce, kdy se její otec stal dánským králem jako Kristián IX. a její bratr Vilém byl jmenován řeckým králem jako Jiří I.
Alexandra byla princeznou z Walesu v letech 1863 až 1901, což je nejdéle, co kdy někdo tento titul zastával, a stala se všeobecně oblíbenou; její styl oblékání a chování napodobovaly ženy, které si potrpěly na módu. Byla do značné míry vyloučena z možnosti vykonávat jakoukoli politickou moc, přesto se neúspěšně pokoušela ovlivnit mínění britských ministrů a rodiny svého manžela ve prospěch řeckých a dánských zájmů. Její veřejné povinnosti se omezovaly na nekontroverzní zapojení do charitativní činnosti.
Po smrti královny Viktorie v roce 1901 se Albert Eduard stal králem a císařem jako Eduard VII. a Alexandra královnou a císařovnou. Královnou matkou se stala po smrti Eduarda VII. v roce 1910, kdy na trůn nastoupil jejich syn Jiří V. Alexandra zemřela v roce 1925 ve věku 80 let.

## Původ a rodina

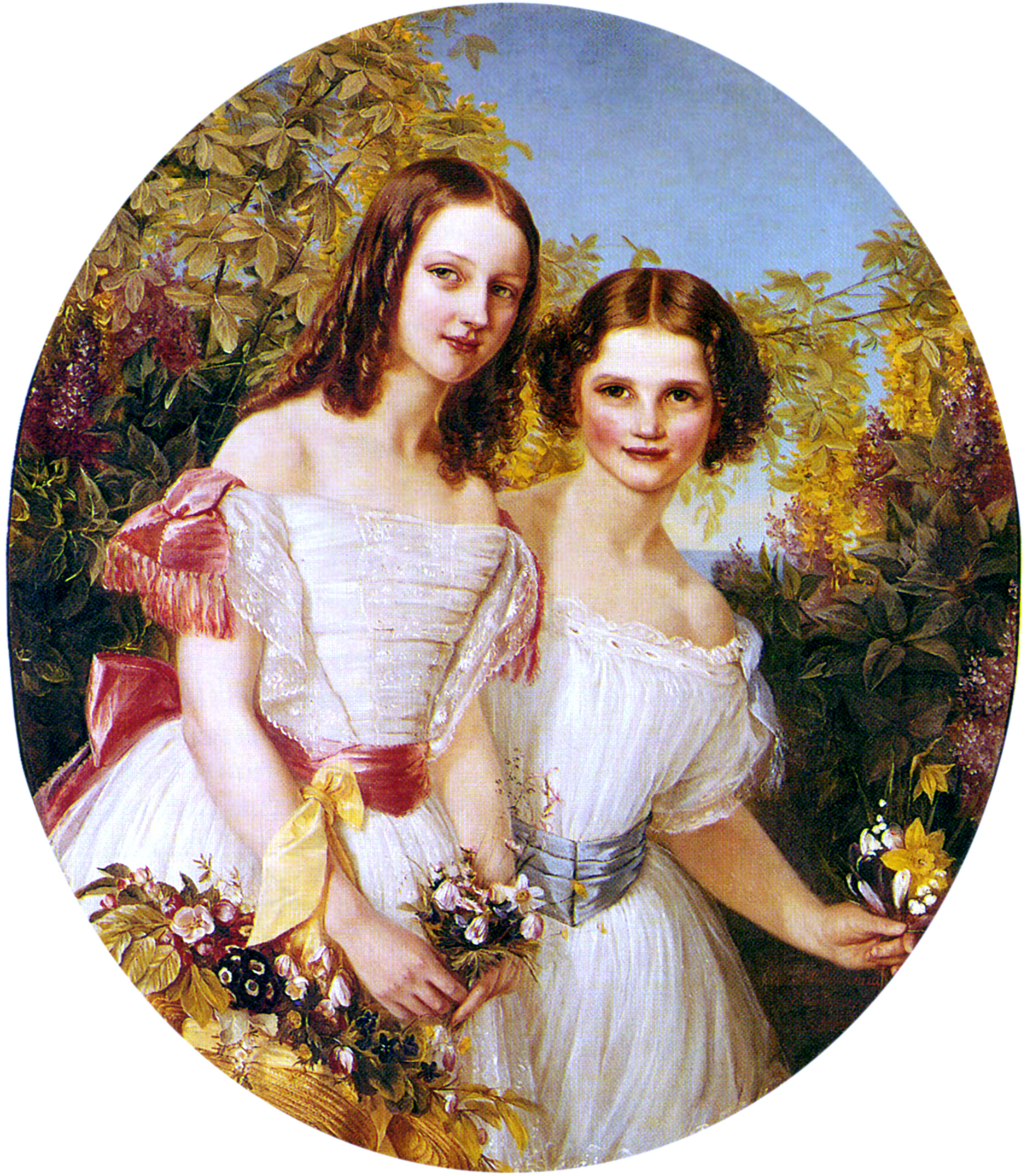
Princezna Alexandra se svou mladší sestrou, princeznou Marií Sofií, na portrétu Elisabeth Baumannové z roku 1856

Princezna Alexandra Caroline Marie Charlotte Louise Julia neboli „Alix“, jak ji znala její nejbližší rodina, se narodila ve 1. prosince 1844 v Kodani v Dánsku. Jejím otcem byl princ Kristián ze Šlesvicka-Holštýnska-Sonderburska-Glücksburska a matkou princezna Luisa Hesensko-Kasselská. Měla pět sourozenců: Frederika, Viléma (později Jiří I. Řecký), Marii Sofii (později ruská carevna), Thyru a Valdemara.
Rodina jejího otce byla vzdálenou rodovou větví dánského královského rodu Oldenburků, která pocházela od krále Kristiána III. Přestože měli královskou krev, rodina žila poměrně skromným životem. Neměli velké bohatství; otcův příjem z armádní činil asi 800 liber ročně a jejich dům byl bez nájemného majetkem milosti a přízně. Jejich dům čas od času navštěvoval Hans Christian Andersen a vyprávěl dětem pohádky před spaním. Alexandra byla považována za nejkrásnější ze tří dcer dánského krále.
Třebaže Alexandra pocházela z královské rodiny, nebyla vychovávána v mimořádných podmínkách a bohatství. Jejich dům čas od času navštěvoval Hans Christian Andersen a vyprávěl dětem pohádky před spaním. Budoucí královna Anglie se dělila o svůj pokoj se sestrou Marií.
V roce 1848 zemřel dánský král Kristián VIII. a na trůn nastoupil jeho jediný syn Frederik. Frederik byl bezdětný, měl za sebou dvě neúspěšná manželství a předpokládalo se, že je neplodný. Nastala nástupnická krize, protože Frederik vládl jak v Dánsku, tak ve Šlesvicku-Holštýnsku a pravidla nástupnictví se na jednotlivých územích lišila. V Holštýnsku bránilo sálské právo dědění po ženské linii, zatímco v Dánsku žádná taková omezení neplatila. Holštýnsko, které bylo převážně německé, vyhlásilo nezávislost a povolalo na pomoc Prusko. V roce 1852 svolaly hlavní evropské mocnosti do Londýna konferenci, na níž se jednalo o dánském dědictví. Byl dohodnut nelehký mír, jehož součástí bylo ustanovení, že princ Kristián Šlesvicko-Holštýnsko-Sonderbursko-Glücksburský bude Frederikovým dědicem na všech jeho panstvích a že se vzdává předchozích nároků ostatních členů rodiny (mezi něž patřila i Kristiánova vlastní tchyně, švagr a manželka).
Princ Kristián získal titul dánského prince a jeho rodina se přestěhovala do nového oficiálního sídla, paláce Bernstorff. Přestože se postavení rodiny zvýšilo, její příjmy se nezvýšily téměř vůbec; navíc se neúčastnili dvorního života v Kodani, protože se odmítli setkat s Frederikovou třetí manželkou a bývalou milenkou Luisou Rasmussenovou, protože měla nemanželské dítě s předchozím milencem.
Alexandra sdílela se sestrou Marií Sofií podkrovní ložnici s průvanem, sama si šila šaty a obsluhovala u stolu spolu se svými sestrami. Alexandře a Marii Sofii dávala lekce plavání švédská průkopnice ženského plavání Nancy Edbergová. V Bernstorffu Alexandra vyrostla v mladou ženu; anglický kaplan v Kodani ji učil angličtinu a byla biřmována v Christiansborském paláci.

## Nápadníci a svatba

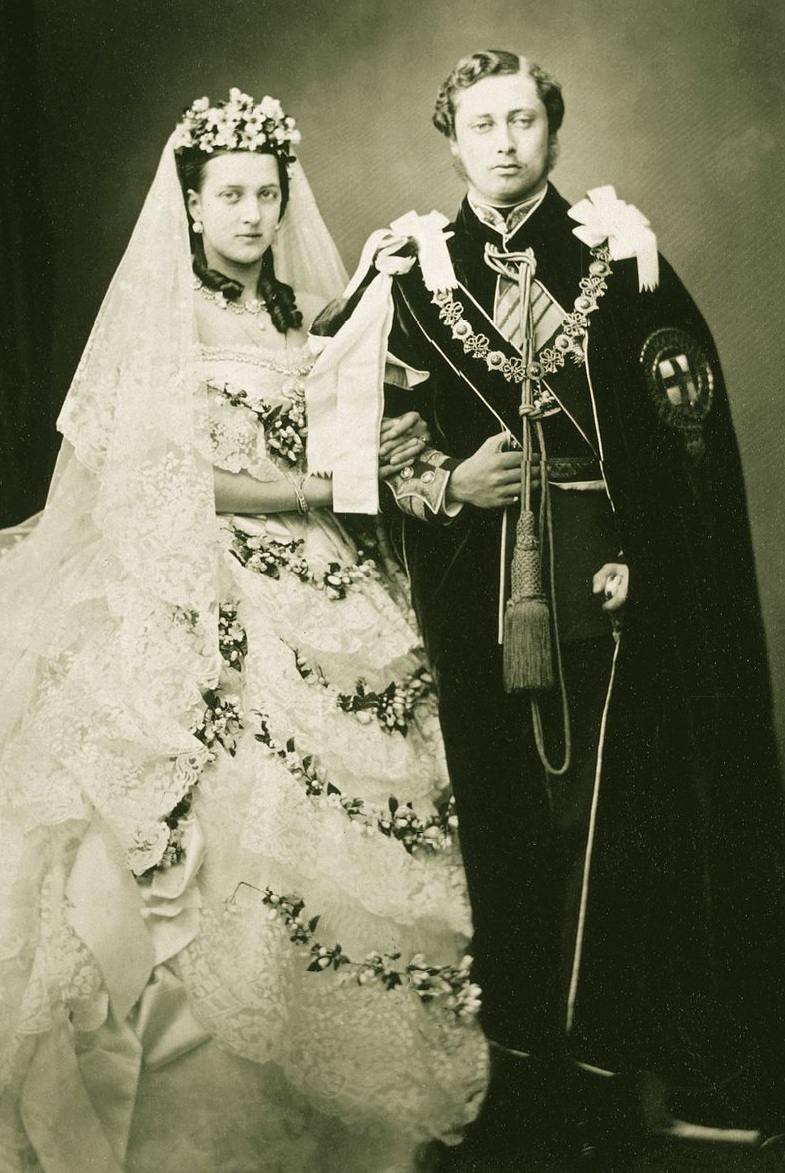
Svatební fotografie princezny Alexandry a Alberta Eduarda, prince z Walesu, 1863

Vzhledem k tomu, že Albert Eduard, princ z Walesu, měl v listopadu 1861 dosáhnout dvaceti let, začali pro něj jeho rodiče, královna Viktorie a její manžel, princ Albert, hledat vhodnou nevěstu. Při hledání vhodné kandidátky požádali o pomoc svou nejstarší (a již provdanou) dceru, pruskou korunní princeznu Viktorii. Alexandra nebyla jejich první volbou, protože Dánové neměli s Prusy dobré vztahy kvůli šlesvicko-holštýnské otázce a většina příbuzných britské královské rodiny byla německá. Nakonec se po odmítnutí jiných možností rozhodli pro ni jako pro „jedinou vhodnou kandidátkou“.
24. září 1861 seznámila Viktorie svého syna Alberta Eduarda s princeznou Alexandrou ve Špýru. Téměř o roka později, 9. září 1862 (po románku s Nellie Clifdenovou a smrti svého otce) požádal Albert Eduard Alexandru o ruku naz královském zámku v Laken, v sídle belgického krále Leopolda I.
O několik měsíců později Alexandra odcestovala z Dánska do Británie na palubě královské jachty Victoria a Albert a 7. března 1863 dorazila do Gravesendu v Kentu.
Pár byl oddán canterburským arcibiskupem Thomasem Longleyem 10. března 1863 v kapli svatého Jiří na hradě Windsor. Výběr místa svatby byl kritizován. Protože se obřad konal mimo Londýn, tisk si stěžoval, že tuto podívanou nemohou sledovat velké davy lidí. Potenciální hosté se domnívali, že je nepohodlné se na místo dostat, a protože bylo malé, někteří lidé, kteří očekávali pozvánky, byli zklamáni. Dánové byli zděšeni, protože pozváni byli pouze Alexandřini nejbližší příbuzní. Britský dvůr stále truchlil za prince Alberta, a tak se dámy mohly oblékat pouze do šedé, šeříkové nebo fialové barvy. Když manželé odjížděli z Windsoru na líbánky do Osborne House na ostrově Wight, povzbuzovali je školáci ze sousední Eton College, včetně lorda Randolpha Churchilla. Na svatbě se objevily i děti, které se věnovaly svatebnímu obřadu.

## Princezna z Walesu

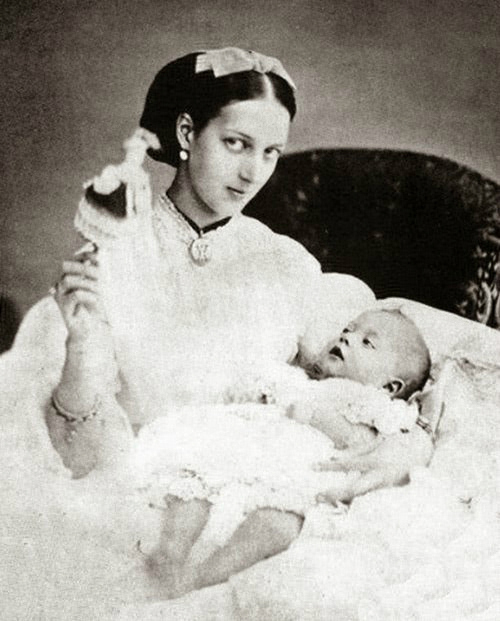
Princezna Alexandra s jejím nejstarším dítětem princem Albertem Viktorem, 1864

Alexandra sňatkem získala titul princezny z Walesu, který nosila přes 38 let, nejdéle v historii.
Do konce následujícího roku nastoupil Alexandřin otec na dánský trůn, její bratr Vilém se stal řeckým králem Jiřím I., její sestra Dagmar se zasnoubila s ruským carevičem Nikolajem Alexandrovičem a Alexandra porodila své první dítě. Nástup jejího otce vyvolal další konflikt o osud Šlesvicka-Holštýnska. Německý spolek úspěšně napadl Dánsko a zmenšil jeho rozlohu o dvě pětiny. K velkému rozčilení královny Viktorie a pruské korunní princezny Viktorie, Alexandra a Albert Eduard podpořili ve válce dánskou stranu. Pruské dobytí bývalých dánských zemí posílilo Alexandřin hluboký odpor k Němcům, který jí zůstal po zbytek života.
Alexandřino první dítě, Albert Victor, se narodil předčasně (o dva měsíce dříve) na začátku roku 1864. Albert Eduard a Alexandra měli celkem šest dětí: Alberta Viktora, Jiřího, Luisu, Viktorii, Maud a Alexandra. Všechny Alexandřiny děti se zřejmě narodily předčasně; životopisec Richard Hough se domníval, že Alexandra úmyslně uvedla královnu Viktorii v omyl ohledně pravděpodobného data porodu, protože nechtěla, aby královna byla přítomna u jejich narození. Během porodu třetího dítěte v roce 1867 se přidala komplikace v podobě revmatické horečky, která Alexandru ohrozila na životě a zapříčinila její doživotní kulhání
Na veřejnosti byla Alexandra důstojná a okouzlující, v soukromí laskavá a veselá. Měla ráda mnoho společenských aktivit, včetně tance a bruslení, a byla zkušená jezdkyně na koni a řidička tandemového kola. Ráda se také účastnila lovů, ke zděšení královny Viktorie, která ji žádala, aby toho nechala, ale bez úspěchu. I po narození prvního dítěte pokračovala ve společenských aktivitách stejně jako dříve, což vedlo k určitým neshodám mezi královnou a mladým párem, které ještě zhoršoval Alexandřin odpor k Prusům a královnina zaujatost vůči nim.
Albert Eduard a Alexandra navštívili Irsko v dubnu 1868. Po nemoci v předchozím roce teprve začala znovu chodit bez pomoci dvou holí a čekala již čtvrté dítě. Královský pár podnikl v letech 1868 a 1869 šestiměsíční cestu po Rakousku, Egyptě a Řecku, během níž navštívili jejího bratra Jiřího I. Řeckého, krymská bojiště a harém chediva Ismaila. V Turecku se stala první ženou, která usedla k večeři se sultánem Abdulazizem.

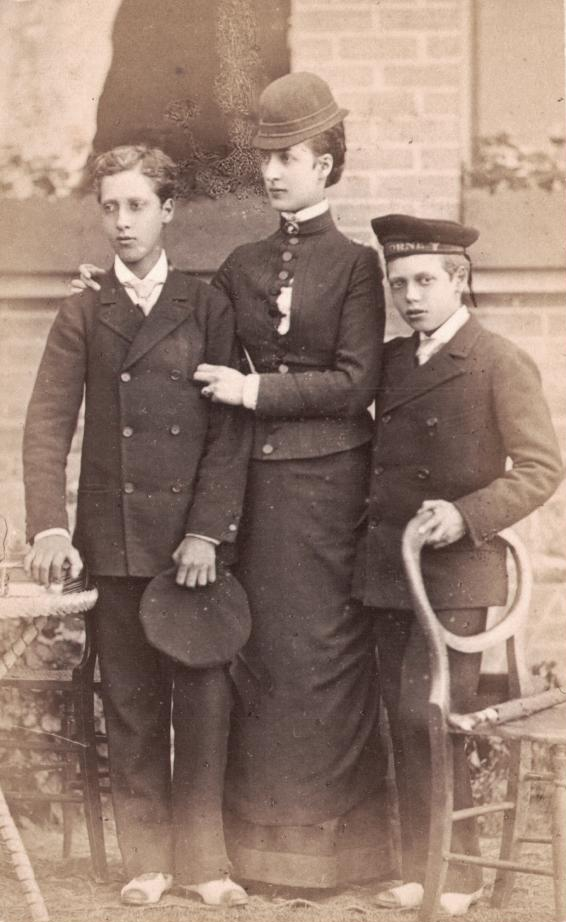
Princezna Alexandra se svými syny, princem Albertem Viktorem a princem Jiřím, 1875

Manželé si zvolili za své oblíbené sídlo Sandringham House a londýnskou základnu Marlborough House. Životopisci se shodují, že jejich manželství bylo v mnoha ohledech šťastné; někteří však tvrdí, že Albert Eduard nevěnoval své ženě tolik pozornosti, kolik by si přála, a že se postupně odcizili, až jeho záchvat břišního tyfu (nemoci, která údajně zabila jeho otce) koncem roku 1871 přinesl usmíření. Toto tvrzení je zpochybňováno jinými životopisci, kteří poukazují na Alexandřino časté těhotenství v tomto období a na základě rodinných dopisů popírají existenci vážné roztržky. Nicméně princ byl z mnoha společenských kruhů tvrdě kritizován za zjevný nezájem o její velmi vážné onemocnění revmatickou horečkou. Albert Eduard se po celou dobu manželství nadále stýkal s dalšími ženami, včetně herečky Lillie Langtryové, Daisy Grevilleové, hraběnky z Warwicku, humanitární pracovnice Agnes Keyserové a Alice Keppelové. Alexandra o většině těchto vztahů věděla a později dovolila Alici Keppelové navštěvovat svého manžela, když umíral. Sama Alexandra svému manželovi zůstala věrná po celou dobu manželství.
Stále větší hluchota způsobená dědičnou otosklerózou vedla k Alexandřině společenské izolaci; více času trávila doma se svými dětmi a domácími zvířaty. Její šesté a poslední těhotenství skončilo narozením syna v dubnu 1871, ale dítě následující den zemřelo.
V letech 1875-76 byl princ z Walesu osm měsíců nepřítomen v Británii během cesty po Indii, ale Alexandra zůstala v Anglii. Prince doprovázela skupina složenoá výhradně z mužů a hodlal strávit většinu času lovem a střelbou. Během princovy cesty se jeden z jeho přátel, který s ním cestoval, lord Aylesford, dozvěděl od své manželky, že se ho chystá opustit kvůli jinému muži, lordu Blandfordovi, který byl sám ženatý. Aylesford byl zděšen a rozhodl se požádat o rozvod.
Bratr lorda Blandforda, lord Randolph Churchill, mezitím milence přesvědčil, aby od útěku upustili. Lady Aylesfordová se nyní obávala hrozby rozvodu a snažila se manžela od tohoto kroku odradit, ale lord Aylesford byl neoblomný a odmítal to přehodnotit. Ve snaze vyvinout na lorda Aylesforda nátlak, aby upustil od rozvodu, si lady Aylesfordová a lord Randolph Churchill zavolali Alexandru a řekli jí, že pokud bude rozvod pokračovat, předvolají jejího manžela jako svědka a zapletou ho do skandálu. Znepokojena jejich výhrůžkami a na radu sira Williama Knollyse a vévodkyně z Teku informovala Alexandra královnu, která poté napsala princi z Walesu. Princ byl rozzuřen. Nakonec se Blandfordovi i Aylesfordovi v soukromí rozešli. Ačkoli se lord Randolph Churchill později omluvil, princ z Walesu s ním ještě několik let poté odmítal mluvit nebo se s ním stýkat.

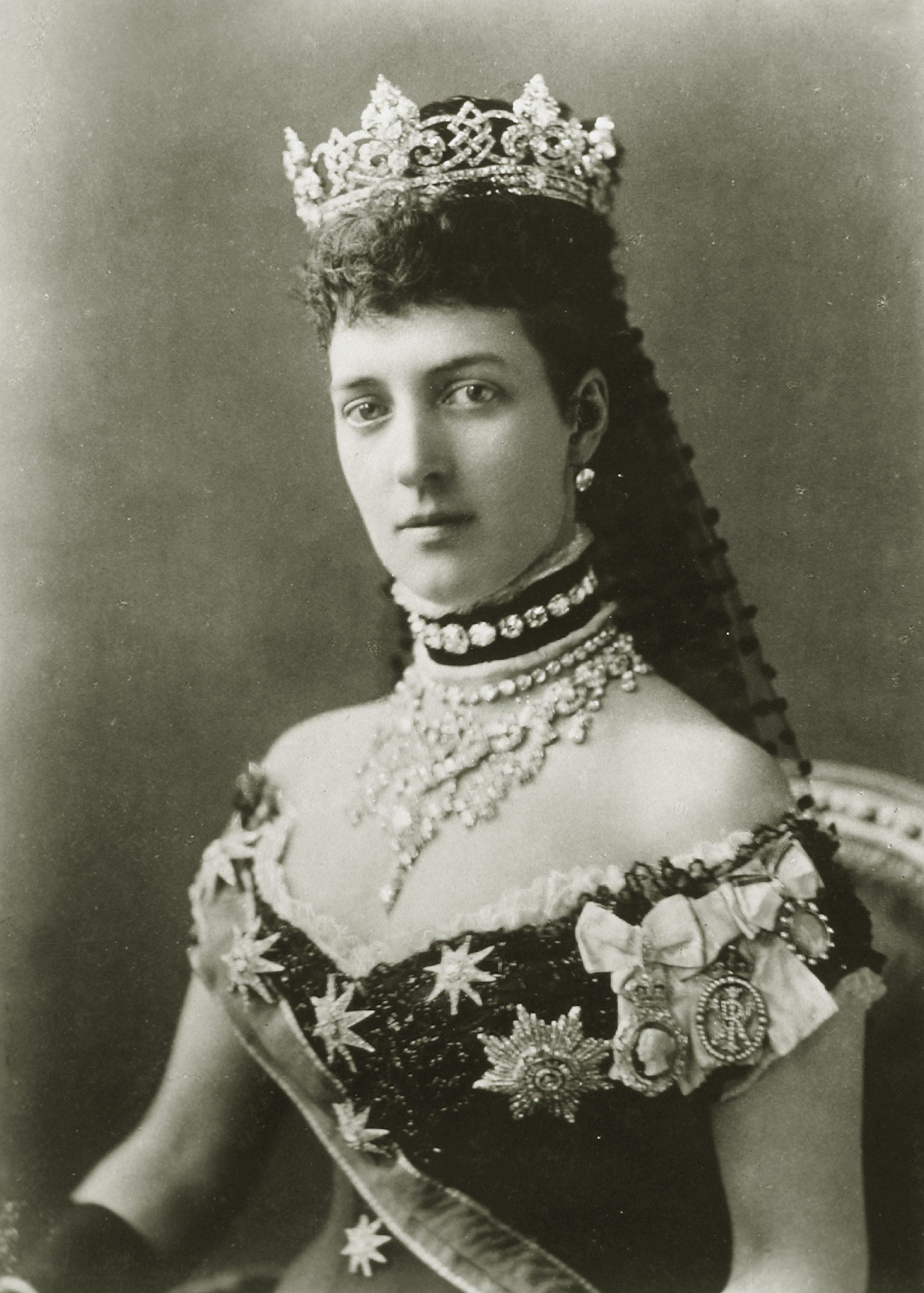
Princezna Alexandra, 1881

Alexandra strávila jaro roku 1877 v Řecku, kde se zotavovala ze zdravotních potíží a navštívila svého bratra, řeckého krále Jiřího. Během rusko-turecké války byla Alexandra jednoznačně zaujatá proti Turecku a vůči Rusku, kde byla její sestra provdána za careviče, a zasazovala se o revizi hranic mezi Řeckem a Tureckem ve prospěch Řeků. Následující tři roky strávila Alexandra z velké části odloučena od svých dvou synů, protože chlapci byli v rámci svého námořního a všeobecného vzdělání vysláni na plavbu po celém světě. Loučení s nimi bylo velmi plačtivé, a jak dokazují její pravidelné dopisy, velmi se jí po nich stýskalo. V roce 1881 odcestovala Alexandra s Albertem Eduardem po atentátu na ruského krále Alexandra II. do Petrohradu, jednak aby zastupovali Británii, jednak aby Alexandra mohla poskytnout útěchu své sestře, která se stala carevnou.
Alexandra se ujala mnoho veřejných povinností; slovy královny Viktorie, „aby mě ušetřila námahy a únavy z funkcí. Otevírá bazary, navštěvuje koncerty, navštěvuje místo mě nemocnice... nejenže si nikdy nestěžuje, ale snaží se dokázat, že ji baví to, co by pro jiného bylo únavnou povinností." Zvláště se zajímala o londýnskou nemocnici a pravidelně ji navštěvovala. Jedním z pacientů, s nimiž se setkávala, byl Joseph Merrick, takzvaný „Sloní muž“. Davy obvykle Alexandru nadšeně vítaly, ale během návštěvy Irska v roce 1885 zažila vzácný okamžik nepřátelství veřejnosti, když navštívila město Cork, ohnisko irského nacionalismu. Spolu s manželem ji vypískal dvou až třítisícový dav lidí ohánějících se holemi a černými vlajkami. S úsměvem přečkala toto utrpení, které britský tisk líčil v pozitivním světle a popisoval davy jako „nadšené". V rámci téže návštěvy obdržela doktorát z hudby na Trinity College v Dublinu.
Alexandru hluboce zarmoutila smrt jejího nejstaršího syna, prince Alberta Viktora, v roce 1892. Jeho pokoj a majetek byly ponechány přesně tak, jak je zanechal, podobně jako po smrti svého dědečka prince Alberta v roce 1861. Alexandra prohlásila: „Pohřbila jsem svého andílka a s ním i své štěstí.“ Dochované dopisy mezi Alexandrou a jejími dětmi naznačují, že si byli velmi blízcí. V roce 1894 zemřel její švagr Alexandr III. Ruský a carem se stal její synovec Mikuláš II. Ruský. Alexandřina ovdovělá sestra, ruská carevna vdova, se na svou sestru v období smutku mohla spolehnout; Alexandra, která odjela do Ruska v doprovodu svého manžela, prince z Walesu, spala, modlila se a zůstala po boku své sestry po následující dva týdny až do Alexandrova pohřbu. Alexandra a její manžel zůstali na svatbě Mikuláše s jejich neteří princeznou Alix Hesenskou, která přijala ruské jméno Alexandra Fjodorovna a stala se novou carevnou.

## Královna a císařovna

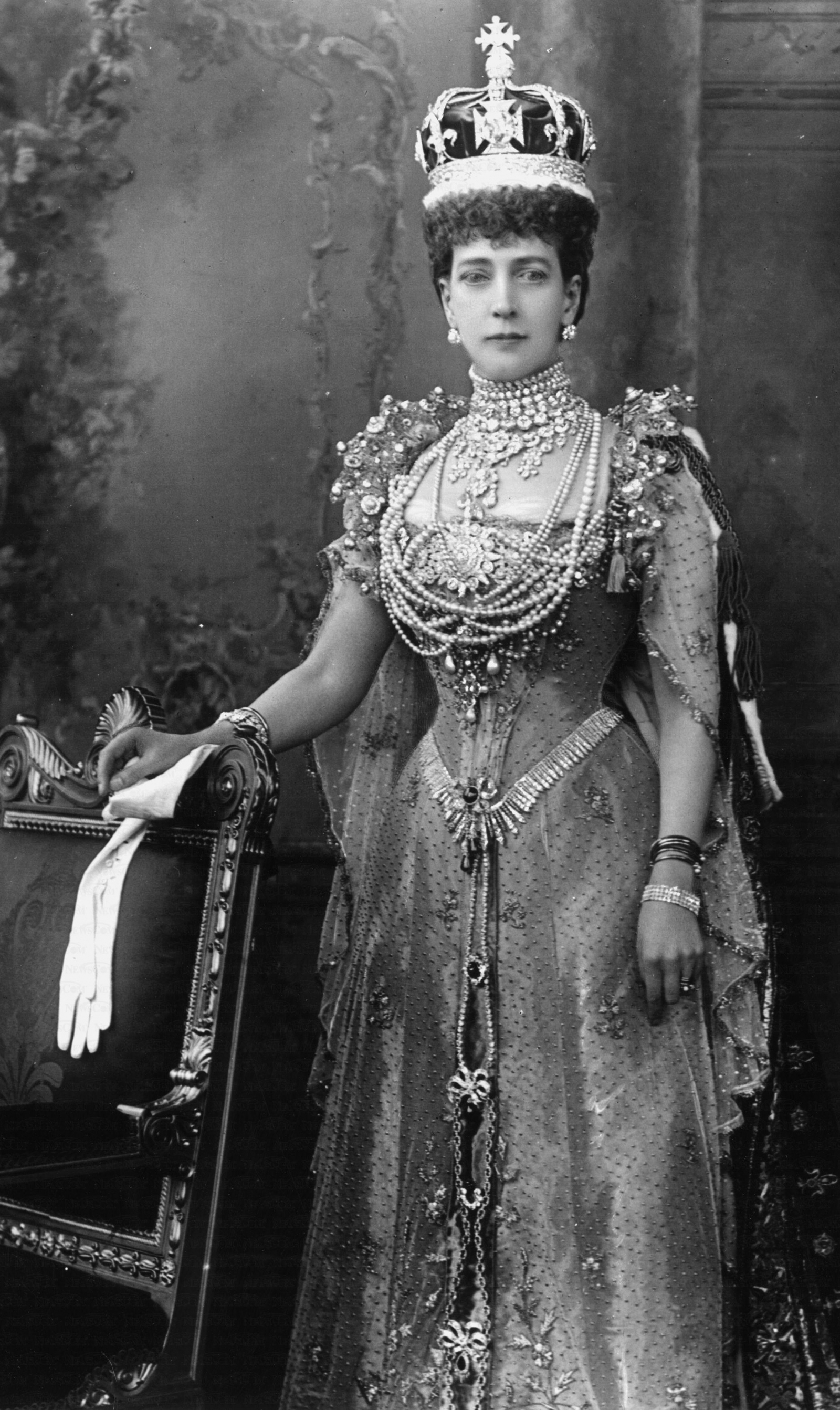
Korunovační portrét královny Alexandry, 1902

Po smrti své tchyně, královny Viktorie, v roce 1901 se Alexandra s nástupem svého manžela Eduarda na britský trůn stala královnou a císařovnou. O pouhé dva měsíce později její syn Jiří a snacha Marie odjeli na rozsáhlé turné po říši a zanechali své malé děti v péči Alexandry a Eduarda, kteří svá vnoučata zbožňovali. Po Jiřího návratu byly přípravy na Eduardovu a Alexandřinu korunovaci ve Westminsterském opatství v plném proudu, ale jen několik dní před plánovanou korunovací v červnu 1902 král vážně onemocněl zánětem slepého střeva. Alexandra ho zastoupila na vojenské přehlídce a zúčastnila se dostihů Royal Ascot bez něj, aby zabránila poplachu ve společnosti. Nakonec musela být korunovace odložena a Eduardovi provedl Frederick Treves z londýnské nemocnice operaci, při níž mu vypustil infikované slepé střevo. Po zotavení byli Alexandra a Eduard v srpnu korunováni společně: král arcibiskupem z Canterbury Frederickem Templem a královna arcibiskupem z Yorku Williamem Dalrymplem Maclaganem.
Přestože se Alexandra stala královnou, její povinnosti se příliš nezměnily a ponechala si většinu svých služebných. Alexandřina komorná Charlotte Knollysová, dcera sira Williama Knollyse, sloužila Alexandře věrně po mnoho let. Dne 10. prosince 1903 se Knollysová probudila a zjistila, že její ložnice je plná kouře. Vzbudila Alexandru a odvedla ji do bezpečí. Podle slov velkovévodkyně Augusty Meklenbursko-Střelické „musíme staré Charlottě přiznat zásluhy za to, že [Alexandře] skutečně zachránila život“.
Alexandra se opět starala o svá vnoučata, když se Jiří a Marie vydali na druhou cestu, tentokrát do Britské Indie, v zimě 1905-06. V lednu téhož roku zemřel její otec, Kristián IX. Dánský. V touze zachovat rodinné vazby, jak mezi sebou, tak k Dánsku, zakoupily Alexandra a její sestra, ruská carevna vdova, v roce 1907 vilu severně od Kodaně, v Hvidøre, jako soukromé rekreační sídlo.
Alexandře byl odepřen přístup ke královým dokumentům a byla vyloučena z některých jeho zahraničních cest, aby se nemíchala do diplomatických záležitostí. Hluboce nedůvěřovala Němcům, zejména svému synovci německému císaři Vilémovi II., a vždy se stavěla proti všemu, co podporovalo německou expanzi nebo zájmy. Například v roce 1890 Alexandra sepsala memorandum, které rozeslala vysoce postaveným britským ministrům a vojenskému personálu, a varovala v něm před plánovanou výměnou britského ostrova Helgoland v Severním moři za německou kolonii Zanzibar, přičemž poukazovala na strategický význam Helgolandu a na to, že by jej mohlo využít buď Německo k útoku, nebo Británie k zadržování německé agrese. Němci ostrov opevnili a podle slov Roberta Ensora a jak Alexandra předpověděla, „stal se základním kamenem námořního postavení Německa pro útok i obranu“. Frankfurter Zeitung otevřeně odsoudili Alexandru a její sestru císařovnu vdovu a prohlásil, že tato dvojice je „centrem mezinárodního protiněmeckého spiknutí“. Alexandra císařem Vilémem pohrdala a nedůvěřovala mu a v roce 1900 ho označila za „vnitřního nepřítele“.
V roce 1910 se Alexandra stala první královnou, která navštívila britskou Dolní sněmovnu během jednání. Ve výjimečném odklonu od dosavadních zvyklostí seděla dvě hodiny v dámské galerii s výhledem na jednací sál, zatímco byl projednáván návrh zákona o parlamentu, který měl odstranit právo Sněmovny lordů vetovat zákony. Soukromě Alexandra s návrhem zákona nesouhlasila. Krátce poté odjela navštívit svého bratra Jiřího na Korfu. Během pobytu obdržela zprávu, že král Eduard je vážně nemocný. Alexandra se ihned vrátila a přijela jen den před smrtí svého manžela. V jeho posledních hodinách mu osobně podávala kyslík z plynové lahve, aby mu pomohla dýchat. Fredericku Ponsonbymu řekla: ,‚Mám pocit, jako by mě proměnili v kámen, nejsem schopna plakat, nejsem schopna pochopit smysl toho všeho." Později téhož roku se odstěhovala z Buckinghamského paláce do Marlborough House, ale Sandringham si ponechala ve svém vlastnictví.“ Nový král, Alexandřin syn Jiří V., stál brzy před rozhodnutím o parlamentním zákonu. Navzdory svým osobním názorům Alexandra podpořila neochotný souhlas svého syna s požadavkem premiéra H. H. Asquitha vytvořit po všeobecných volbách dostatečný počet liberálních peerů, pokud by lordi nadále bránili zákonu.

## Královna matka

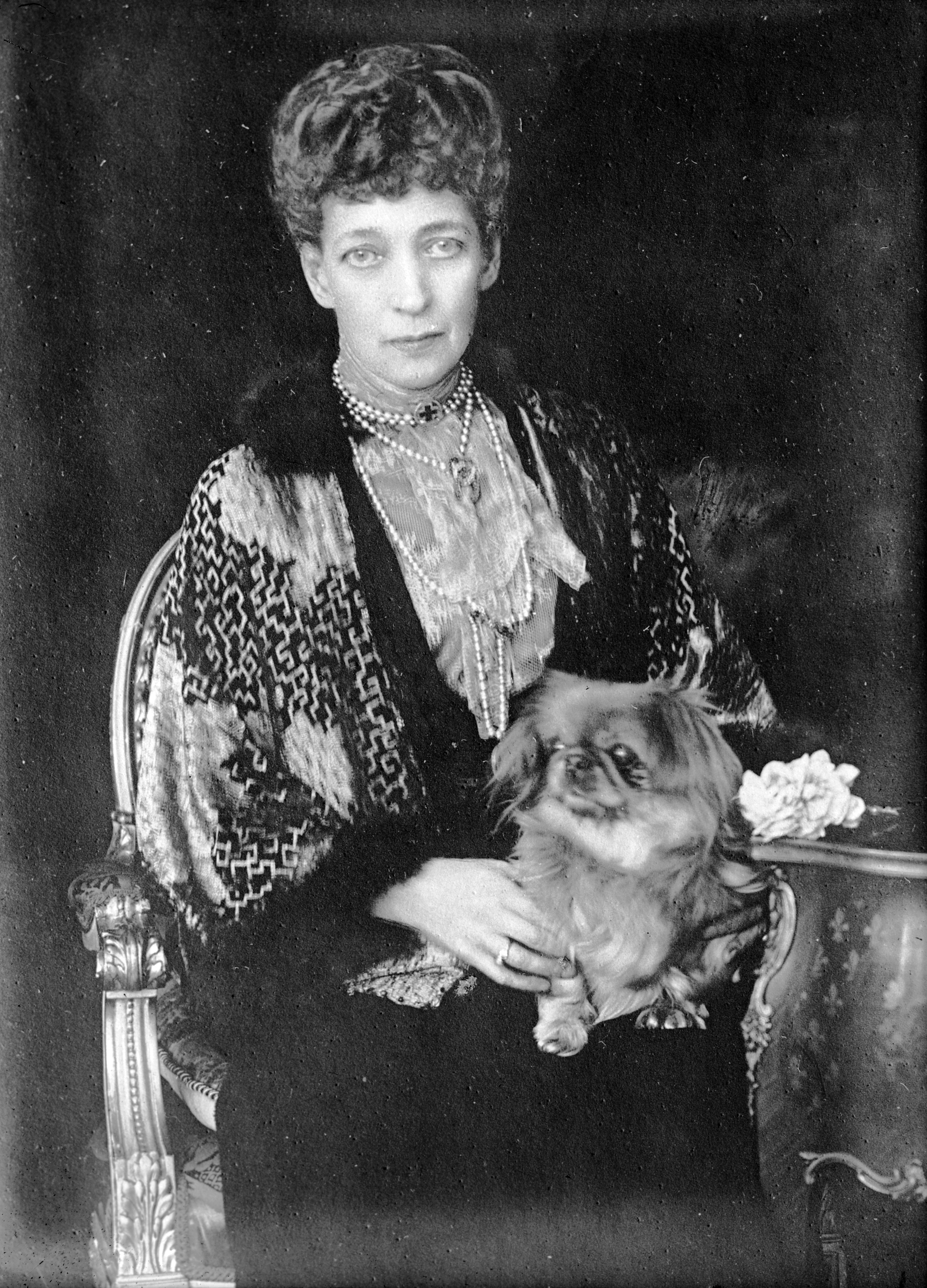
Královna matka Alexandra v roce 1923

Po Eduardově smrti se Alexandra stala královnou matkou, protože byla královnou vdovou a matkou vládnoucího panovníka. Korunovace svého syna a snachy v roce 1911 se nezúčastnila, protože nebylo zvykem, aby se korunovaná královna účastnila korunovace jiného krále nebo královny, ale jinak pokračovala ve veřejném životě a věnovala se charitativní činnosti. Jednou z akcí byl ,,Alexandřin den růží," kdy se na pomoc nemocnicím prodávaly umělé růže vyrobené postiženými dobrovolnicemi.
Během první světové války se stal předmětem kritiky zvyk vyvěšovat v kapli svatého Jiří na hradě Windsor prapory zahraničních princů, kteří byli vyznamenáni nejvyšším britským rytířským řádem, Podvazkovým řádem, neboť němečtí členové řádu bojovali proti Británii. Alexandra se připojila k výzvám, aby „ty odporné německé prapory byly sundány“. Král, ovlivněn veřejným míněním, ale proti své vůli, nechal prapory odstranit; k Alexandřině zděšení však sundal nejen „ty odporné pruské prapory“, ale i prapory jejích hessenských příbuzných, kteří byli podle jejího názoru „pouhými vojáky nebo vazaly pod rozkazy toho brutálního německého císaře“. Dne 17. září 1916 byla v Sandringhamu během náletu Zeppelinů, ale mnohem horší osud potkal další členy její rodiny. V Rusku byl svržen její synovec car Mikuláš II. a on, jeho žena a jejich děti byli zabiti revolucionáři. Alexandřina sestra, carevna vdova, byla v roce 1919 zachráněna z Ruska lodí HMS Marlborough a převezena do Anglie, kde nějakou dobu žila s Alexandrou.
Alexandra si zachovala mladistvý vzhled až do vysokého věku, ale během první světové války její vzhled značně sešel. Začala nosit trvalou a přehnaně se líčila, za to sklízela dosti kritiky. Přestala jezdit do zahraničí a její zdravotní stav se zhoršoval. V roce 1912 jí praskla cévka v oku, takže dočasně částečně oslepla. Ke konci života se jí také zhoršila paměť a řeč.
Zemřela 20. listopadu 1925 v Sandringham House na infarkt. Královna Alexandra spočinula ve Westminsterském opatství a 28. listopadu byla pohřbena vedle svého manžela v kapli svatého Jiří na hradě Windsor.

## Děti
Z manželství Alexandry a Eduarda vzešlo šest dětí:
- Albert Viktor (8. ledna 1864 – 14. ledna 1892), vévoda Clarence a Avondale, neoženil se a neměl potomky
- Jiří V. (3. července 1865 – 20. ledna 1936), král Spojeného království Velké Británie a Irska a císař indický v letech 1910–1936 ⚭ 1893 princezna Marie z Tecku (26. května 1867– 24. března 1953)
- Luisa Koburská (20. února 1867 – 4. ledna 1931), princess Royal ⚭ 1889 Alexandr Duff, 1. vévoda z Fife (10. listopadu 1849 – 29. ledna 1912)
- Viktorie (6. června 1868 – 3. prosince 1935), neprovdala se a neměla potomky
- Maud (26. listopadu 1869 – 20. listopadu 1938) ⚭ 1896 budoucí norský král Haakon VII. (3. srpna 1872 – 21. září 1957)
- Alexander John (6. dubna 1871 – 7. dubna 1871)

## Vývod z předků
|                  |                                                               |  |                                 |                                            |  |  |  |  |  |  |  | Karel Antonín Holštýnsko-Becký |
|                  |                                                               |  |                                 |                                            |  |  |  |  |  |  |  |                                |
|                  | Fridrich Karel Ludvík Šlesvicko-Holštýnsko-Sonderbursko-Becký |  |                                 |                                            |  |  |  |  |  |  |  |                                |
|                  |                                                               |  |                                 |                                            |  |  |  |  |  |  |  |                                |
|                  |                                                               |  |                                 | Šarlota Frederika z Donína-Leistenau       |  |  |  |  |  |  |  |                                |
|                  |                                                               |  |                                 |                                            |  |  |  |  |  |  |  |                                |
|                  | Fridrich Vilém Šlesvicko-Holštýnsko-Sonderbursko-Glücksburský |  |                                 |                                            |  |  |  |  |  |  |  |                                |
|                  |                                                               |  |                                 |                                            |  |  |  |  |  |  |  |                                |
|                  |                                                               |  |                                 | Karel Leopold Schliebenský                 |  |  |  |  |  |  |  |                                |
|                  |                                                               |  |                                 |                                            |  |  |  |  |  |  |  |                                |
|                  | Frederika Schliebenská                                        |  |                                 |                                            |  |  |  |  |  |  |  |                                |
|                  |                                                               |  |                                 |                                            |  |  |  |  |  |  |  |                                |
|                  |                                                               |  |                                 | Marie Eleonora Lehndorffská                |  |  |  |  |  |  |  |                                |
|                  |                                                               |  |                                 |                                            |  |  |  |  |  |  |  |                                |
|                  | Kristián IX.                                                  |  |                                 |                                            |  |  |  |  |  |  |  |                                |
|                  |                                                               |  |                                 |                                            |  |  |  |  |  |  |  |                                |
|                  |                                                               |  |                                 | Fridrich II. Hesensko-Kasselský            |  |  |  |  |  |  |  |                                |
|                  |                                                               |  |                                 |                                            |  |  |  |  |  |  |  |                                |
|                  | Karel Hesensko-Kasselský                                      |  |                                 |                                            |  |  |  |  |  |  |  |                                |
|                  |                                                               |  |                                 |                                            |  |  |  |  |  |  |  |                                |
|                  |                                                               |  |                                 | Marie Hannoverská                          |  |  |  |  |  |  |  |                                |
|                  |                                                               |  |                                 |                                            |  |  |  |  |  |  |  |                                |
|                  | Luisa Karolina Hesensko-Kasselská                             |  |                                 |                                            |  |  |  |  |  |  |  |                                |
|                  |                                                               |  |                                 |                                            |  |  |  |  |  |  |  |                                |
|                  |                                                               |  |                                 | Frederik V.                                |  |  |  |  |  |  |  |                                |
|                  |                                                               |  |                                 |                                            |  |  |  |  |  |  |  |                                |
|                  | Luisa Dánská                                                  |  |                                 |                                            |  |  |  |  |  |  |  |                                |
|                  |                                                               |  |                                 |                                            |  |  |  |  |  |  |  |                                |
|                  |                                                               |  |                                 | Luisa Hannoverská                          |  |  |  |  |  |  |  |                                |
|                  |                                                               |  |                                 |                                            |  |  |  |  |  |  |  |                                |
| Alexandra Dánská |                                                               |  |                                 |                                            |  |  |  |  |  |  |  |                                |
|                  |                                                               |  |                                 |                                            |  |  |  |  |  |  |  |                                |
|                  |                                                               |  | Fridrich II. Hesensko-Kasselský |                                            |  |  |  |  |  |  |  |                                |
|                  |                                                               |  |                                 |                                            |  |  |  |  |  |  |  |                                |
|                  | Fridrich Hesensko-Kasselský                                   |  |                                 |                                            |  |  |  |  |  |  |  |                                |
|                  |                                                               |  |                                 |                                            |  |  |  |  |  |  |  |                                |
|                  |                                                               |  |                                 | Marie Hannoverská                          |  |  |  |  |  |  |  |                                |
|                  |                                                               |  |                                 |                                            |  |  |  |  |  |  |  |                                |
|                  | Vilém Hesensko-Kasselský                                      |  |                                 |                                            |  |  |  |  |  |  |  |                                |
|                  |                                                               |  |                                 |                                            |  |  |  |  |  |  |  |                                |
|                  |                                                               |  |                                 | Karel Vilém Nasavsko-Usingenský            |  |  |  |  |  |  |  |                                |
|                  |                                                               |  |                                 |                                            |  |  |  |  |  |  |  |                                |
|                  | Karolina Nasavsko-Usingenská                                  |  |                                 |                                            |  |  |  |  |  |  |  |                                |
|                  |                                                               |  |                                 |                                            |  |  |  |  |  |  |  |                                |
|                  |                                                               |  |                                 | Karolina Felizitas Leiningensko-Dagsburská |  |  |  |  |  |  |  |                                |
|                  |                                                               |  |                                 |                                            |  |  |  |  |  |  |  |                                |
|                  | Luisa Hesensko-Kasselská                                      |  |                                 |                                            |  |  |  |  |  |  |  |                                |
|                  |                                                               |  |                                 |                                            |  |  |  |  |  |  |  |                                |
|                  |                                                               |  |                                 | Frederik V.                                |  |  |  |  |  |  |  |                                |
|                  |                                                               |  |                                 |                                            |  |  |  |  |  |  |  |                                |
|                  | Frederik Dánský                                               |  |                                 |                                            |  |  |  |  |  |  |  |                                |
|                  |                                                               |  |                                 |                                            |  |  |  |  |  |  |  |                                |
|                  |                                                               |  |                                 | Juliana Marie Brunšvická                   |  |  |  |  |  |  |  |                                |
|                  |                                                               |  |                                 |                                            |  |  |  |  |  |  |  |                                |
|                  | Luisa Šarlota Dánská                                          |  |                                 |                                            |  |  |  |  |  |  |  |                                |
|                  |                                                               |  |                                 |                                            |  |  |  |  |  |  |  |                                |
|                  |                                                               |  |                                 | Ludvík Meklenbursko-Zvěřínský              |  |  |  |  |  |  |  |                                |
|                  |                                                               |  |                                 |                                            |  |  |  |  |  |  |  |                                |
|                  | Žofie Frederika Meklenbursko-Zvěřínská                        |  |                                 |                                            |  |  |  |  |  |  |  |                                |
|                  |                                                               |  |                                 |                                            |  |  |  |  |  |  |  |                                |
|                  |                                                               |  |                                 | Šarlota Žofie Sasko-Kobursko-Saalfeldská   |  |  |  |  |  |  |  |                                |
|                  |                                                               |  |                                 |                                            |  |  |  |  |  |  |  |                                |

## Odkaz
V roce 1912 založila Alexandra u příležitosti padesátého výročí svého zasnoubení charitativní akci nazvanou Alexandra Rose Day, která se koná dodnes. Na její počest byl pojmenován fotbalový klub Crewe Alexandra FC, založený roku 1877. Existuje také koktejl Alexandra, vyráběný z ginu nebo brandy, kakaového likéru a smetany. Podle ní je rovněž pojmenován papoušek Alexandřin.